# Pleotrichophorus lagacei
Pleotrichophorus lagacei är en insektsart. Pleotrichophorus lagacei ingår i släktet Pleotrichophorus och familjen långrörsbladlöss. Inga underarter finns listade i Catalogue of Life.